# Miconia stellulata
Miconia stellulata är en tvåhjärtbladig växtart som beskrevs av Henry Allan Gleason. Miconia stellulata ingår i släktet Miconia och familjen Melastomataceae. Inga underarter finns listade i Catalogue of Life.